# Paris — Palais des Congrès: Intégrale du spectacle
Paris — Palais des Congrès: Intégrale du spectacle é um álbum ao vivo dos cantores Charles Aznavour e Liza Minnelli, de 1995. Gravado no Palais des congrès de Paris, foi lançado pela gravadora EMI.
A carreira de Minnelli se cruzou com a de Aznavour e coma cultura francesa em várias ocasiões ao longo dos anos. Ela o conheceu quando era adolescente e ele estava na casa dos 40 anos, em entrevista ela revelou: "Ele realmente me ensinou tudo o que sei sobre cantar - como cada música é um filme diferente".
Os dois permaneceram próximos ao longo das décadas, frequentemente se apresentando juntos. Em 1966, Minnelli lançou seu terceiro álbum solo, There Is A Time, que incluiu uma versão da canção "Le Temps", de  Aznavour. Seis anos mais tarde, em 1972, ela gravou seu segundo álbum ao vivo (após o lançamento de Live at the London Palladium, em conjunto com sua mãe, a cantora Judy Garland), o intitulado Live at the Olympia in Paris, demonstrando seu apreço e afinidade a França e a sua cultura.
Essa afinidade musical e cultural levou Minnelli e Aznavour a se unirem para uma temporada conjunta no Palais des Congrès, em Paris, durante o outono de 1991. O resultado do encontro foi o álbum duplo Paris — Palais des Congrès: Intégrale du spectacle, que captura suas apresentações ao vivo completas, totalizando cerca de duas horas e meia de música.
As críticas foram favoráveis e o álbum conseguiu aparecer na parada de sucessos da Bélgica

## Recepção crítica
| Críticas profissionais | Críticas profissionais |
| Avaliações da crítica  | Avaliações da crítica  |
| Fonte                  | Avaliação              |
| ---------------------- | ---------------------- |
| AllMusic               | [ 1 ]                  |
| Jornal do Brasil       | Favorável              |

As resenhas dos críticos especializados em música foram favoráveis.
William Ruhlmann, do site AllMusic, avaliou com quatro estrelas de cinco, e escreveu que "Há pouco aqui [no álbum] que não tenha sido ouvido antes de Aznavour e Minnelli, então os melhores momentos são aqueles em que eles trabalham juntos".
Segundo o crítico Edmundo Barreiros, do Jornal do Brasil, a qualidade técnica do trabalho é "impecável". No entanto ele pontuou que os fãs não vão se surpreender com os CDs, visto que os artistas cantam o mesmo repertório há muito tempo em suas carreiras solo.

## Desempenho comercial
Na parada de sucessos da Bélgica, Ultratop 40 de Valônia, estreou na posição de número 46, em 15 de abril de 1995. Na semana seguinte, atingiu seu pico, na posição de número 40, marcando também sua última aparição na tabela.

## Lista de faixas
- Créditos adaptados do CD Paris - Palais Des Congrès Intégrale Du Spectacle, de 1992.[10]

| Disco 1 |                           |                                    |                                 |         |  |
| N.º     | Título                    | Compositor(es)                     | Performer                       | Duração |  |
| 1.      | "Prologue"                |                                    | Charles Aznavour, Liza Minnelli | 1:40    |  |
| 2.      | "Sound of Your Name"      | Charles Aznavour, Herbert Kretzmer | Aznavour, Minnelli              | 4:31    |  |
| 3.      | "Mon Emouvant Amour"      | Aznavour                           | Aznavour, Minnelli              | 5:51    |  |
| 4.      | "Les Comediens"           | Aznavour, Jacques Plante           | Aznavour, Minnelli              | 3:15    |  |
| 5.      | "Sa Jeunesse"             | Aznavour                           | Aznavour                        | 4:58    |  |
| 6.      | "Napoli Chante"           | Aznavour, Georges Garvarentz       | Aznavour                        | 5:16    |  |
| 7.      | "Vous et Tu"              | Aznavour                           | Aznavour                        | 3:54    |  |
| 8.      | "La Marguerite"           | Aznavour, Garvarentz               | Aznavour                        | 5:04    |  |
| 9.      | "Tu T'Laisses Aller"      | Aznavour                           | Aznavour                        | 4:08    |  |
| 10.     | "Non Je N'Ai Rien Oublie" | Aznavour, Garvarentz               | Aznavour                        | 6:42    |  |
| 11.     | "Je Bois"                 | Aznavour, Garvarentz               | Aznavour                        | 3:37    |  |
| 12.     | "Comme Ils Disent"        | Aznavour                           | Aznavour                        | 4:41    |  |
| 13.     | "Les Plaisirs Demodes"    | Aznavour, Garvarentz               | Aznavour                        | 4:30    |  |
| 14.     | "La Boheme"               | Aznavour, Plante                   | Aznavour                        | 5:23    |  |
| 15.     | "Je M'Voyais Dejav"       | Aznavour                           | Aznavour                        | 5:33    |  |

| Disco 2 |                                 |                                                                                 |                                   |         |  |
| N.º     | Título                          | Compositor(es)                                                                  | Performer                         | Duração |  |
| 1.      | "Pour Faire une Jam"            | Aznavour                                                                        | Billy Stritch, Aznavour, Minnelli | 6:41    |  |
| 2.      | "Bonjour Paris"                 | Roger Edens, Kay Thompson                                                       | Minnelli                          | 3:04    |  |
| 3.      | "God Bless the Child"           | Arthur Herzog, Jr., Billie Holiday                                              | Minnelli                          | 3:28    |  |
| 4.      | "Old Friend"                    | Stephen Sondheim                                                                | Minnelli                          | 3:04    |  |
| 5.      | "Liza with a Z"                 | Fred Ebb, John Kander                                                           | Minnelli                          | 3:48    |  |
| 6.      | "Sailor Boys"                   | Aznavour, Kretzmer                                                              | Minnelli                          | 5:12    |  |
| 7.      | "Some People"                   | Sondheim, Jule Styne                                                            | Minnelli                          | 3:53    |  |
| 8.      | "J'Ai Deux Amours"              | Georges Koger, John Murray, Vincent Scotto, Barry Trivers, Henri Eugene Vantard | Minnelli                          | 5:02    |  |
| 9.      | "Stepping Out"                  | Ebb, Kander                                                                     | Minnelli                          | 7:54    |  |
| 10.     | "Losing My Min"                 | Sondheim                                                                        | Minnelli                          | 4:07    |  |
| 11.     | "I Love a Piano"                | Irving Berlin                                                                   | Minnelli                          | 6:52    |  |
| 12.     | "Cabaret"                       | Ebb, Kander                                                                     | Minnelli                          | 3:56    |  |
| 13.     | "Theme from New York, New York" | Ebb, Kander                                                                     | Minnelli                          | 4:18    |  |
| 14.     | "Medley"                        | Vários                                                                          | Aznavour, Minnelli                | 15:43   |  |

## Tabelas

### Tabelas semanais
| Tabela musical (1995)      | Melhor posição |
| -------------------------- | -------------- |
| Bélgica (Ultratop Valônia) | 40             |